# Another Side
Another Side és el primer àlbum del jove actor Corbin Bleu. Va sortir a la venda l'1 de maig del 2007 per la companyia Hollywood Records, després de l'estrena de Jump In! i abans de High School Musical 2, pel·lícules on Bleu hi actuava. El seu primer single de l'àlbum, Push It To The Limit, surt en la banda sonora de Jump In!.
Bleu va cantar els temes Push It To The Limit i Marching en el tour de High School Musical. La cançó Circles va sortir en la série Flight 29 Down. We Come To Party, Never Met A Girl Like You, Homework, i Mixed Up són cançons que Bleu va coescriure.

## Cançons
| #  | Títol                       | Duració |
| -- | --------------------------- | ------- |
| 1  | "Deal With It"              | 3:03    |
| 2  | "Stop"                      | 3:24    |
| 3  | "Roll With You"             | 2:59    |
| 4  | "She Could Be"              | 3:26    |
| 5  | "I Get Lonley"              | 3:35    |
| 6  | "We Come To Party"          | 3:04    |
| 7  | "Mixed Up"                  | 2:54    |
| 8  | "Still There For Me"        | 3:39    |
| 9  | "Marchin'"                  | 3:02    |
| 10 | "Never Met A Girl Like You" | 3:40    |
| 11 | "Homework"                  | 2:58    |
| 12 | "Push It To The Limit"      | 3:17    |

## Instrumentació
- Corbin Bleu (vocal)
- Dez (instruments diferents)
- Don Fefie, Joe Belmaati, Eric Sanicola (guitarra)
- Richie Cannata (saxofón)
- Marco Luciani, Jonas Jeberg, Matthew Gerrard (teclats)
- Randy Cooke (tambors)
- Mich Hansen (percusión)
- LeDon, Damon Sharpe, Greg Lawson, Lauren Evans, Robbie Nevil, Daniel James, Leah Haywood, Christopher Rojas, Windy Wagner, Jay Sean (coro).